# Оде Лотрек
Оде Лотрек (1485 – 16. август 1528) је био француски маршал.

## Биографија
Лотрек је био истакнути учесник Италијанских ратова. Учествовао је у бици код Равене 1512. године и походу краља Франсоа у Италију 1515. године. На челу француске војске, изгубио је битку код Бикоке 27. априла 1522. године. У Италијанском рату 1516-9. године, поново је командант француске војске у Италији. Заузео је Павију и опсео Напуљ где је подлегао епидемији куге која је покосила и његову војску.